# NGC 5159
NGC 5159 est une galaxie spirale située dans la constellation de la Vierge. Sa vitesse par rapport au fond diffus cosmologique est de 6 619 ± 21 km/s, ce qui correspond à une distance de Hubble de 97,6 ± 6,8 Mpc (∼318 millions d'al). NGC 5159 a été découverte par l'astronome allemand Albert Marth en 1864.
La classe de luminosité de NGC 5159 est IV et elle présente une large raie HI. De plus, c'est une galaxie du champ, c'est-à-dire qu'elle n'appartient pas à un amas ou un groupe et qu'elle est donc gravitationnellement isolée.
À ce jour, trois mesures non basées sur le décalage vers le rouge (redshift) donnent une distance de 85,900 ± 4,911 Mpc (∼280 millions d'al), ce qui est légèrement à l'extérieur des valeurs de la distance de Hubble. Notons que c'est avec la valeur moyenne des mesures indépendantes, lorsqu'elles existent, que la base de données NASA/IPAC calcule le diamètre d'une galaxie et qu'en conséquence le diamètre de NGC 5159 pourrait être d'environ 46,1 kpc (∼150 000 al) si on utilisait la distance de Hubble pour le calculer.